# USS Voyager (NCC-74656)
La USS Voyager (NCC-74656) è l'astronave protagonista della serie fantascientifica Star Trek - Voyager. Comandata dal capitano Kathryn Janeway, la Voyager è la seconda (la prima è stata la USS Intrepid) di una nuova classe di vascelli interstellari della Federazione denominata Intrepid. 
Rispetto alle mastodontiche cugine dell'universo di Star Trek (come la USS Enterprise), la Voyager è una nave stellare di dimensioni contenute (solo 344 metri di lunghezza e solo 141 umanoidi come equipaggio), ma è in grado di raggiungere una velocità di curvatura pari a 9,975 senza danneggiare il campo di distorsione spaziale circostante e mantenendo, nel contempo, un'alta manovrabilità.
Altra considerevole innovazione di questo tipo di astronavi è costituita dalla nuova tecnologia bio-neurale dei suoi circuiti interni. Questo sistema sostituisce i chip isolineari con delle "gelatine" neurali in grado di accedere contemporaneamente a 47 milioni di canali dati ed ha una potenza di calcolo transluminale di 575 trilioni di operazioni al nanosecondo. L'unità centrale opera in un intervallo di temperatura da 10 a 1790 K.
Questi elementi organici sono, tuttavia, soggetti a danni da infezione biologica.
La nave, sebbene rimanga comunque designata come vascello esplorativo, possiede armamenti pesanti composti da due lanciasiluri frontali e due posteriori, oltre a sette banchi phaser tipo IX.
La USS Voyager è gestita da tredici capi dipartimento coordinati dal comandante Tuvok e ha, in condizioni di emergenza, la possibilità di operare in grey mode, con un consumo di energia ridotto.
Durante il suo lungo e avventuroso viaggio nello strenuo tentativo di tornare nel quadrante Alfa, il vascello si arricchisce di inedita tecnologia aliena, soprattutto Borg, che ne accresce notevolmente caratteristiche e potenzialità.

## Propulsione
Il motore a curvatura è di classe 9, con collettore triciclico di immissione, in grado di sostenere una velocità di crociera di Warp 9,975. Le gondole di curvatura sono a geometria variabile, per prevenire i danni al subspazio. Le bobine di curvatura sono composte da cortenide di verterio.
Vi sono delle informazioni che è opportuno sapere riguardo al sistema di propulsione della USS Voyager:
- uno sbilanciamento dei costrittori magnetici può provocare un aumento di temperatura nel nucleo di curvatura. Quando il plasma di curvatura si scalda troppo danneggia le valvole di iniezione. Se non si riescono a chiudere queste valvole, l'antimateria comincia a filtrare nel nucleo di curvatura. A questo punto, si deve contenere la reazione nel nucleo cercando di mantenere la temperatura sotto i 3,2 milioni di gradi. Per evitare la rottura del nucleo causato dal plasma troppo caldo, questo plasma deve essere scaricato attraverso le gondole (con alte probabilità di danneggiamento delle bobine di curvatura). Una volta scaricato il plasma la temperatura scende. Lo scarico del plasma attraverso le gondole può causare la bruciatura dello strato interno delle bobine di curvatura.
- un'onda di particelle di risonanza provoca la dissolvenza del campo di curvatura, compromettendo la camera di reazione dell'antimateria. Con opportuni accorgimenti di compensazione è possibile mantenere la velocità, ma per poco. Il riallineamento della matrice del dilitio è una manovra possibile, ma a costo di rischi ragionevolmente alti.
- se si verifica una mancanza di antimateria, per mantenere attivo il nucleo di curvatura è possibile immettervi scariche di protoni, ma queste possono danneggiare lo scafo. Aumentando l'energia ai rinforzi strutturali e magnetizzando lo scafo è possibile attenuare questo effetto secondario.
- quando si hanno dei problemi a regolare il flusso del plasma, è possibile utilizzare una sonda deutronica o, ancor meglio, un calibro gravidico che può rivelarsi più preciso. Se il flusso di plasma nel collettore è compresso, per prima cosa è opportuno agganciare la fase alla matrice di dilitio.
- se i tachioni si insinuano nel sistema di propulsione, questo si destabilizza e si rischia la rottura del nucleo.

## Sistema informatico
Il sistema di elaborazione centrale è in grado di accedere contemporaneamente a 47 milioni di canali dati e ha una potenza di calcolo transluminale di 575 trilioni di operazioni ogni nanosecondo grazie all'innovativo utilizzo di gelatine bioneurali combinate ai tradizionali circuiti isolineari.
L'unità centrale opera in un intervallo di temperatura da 10 a 1790 kelvin.
Se vengono danneggiati i processori di comando secondari sul ponte 12, viene inibito il programma di autodistruzione della nave.
Di solito è possibile recuperare tutti i dati perduti o cancellati, a meno che non siano stati usati accorgimenti straordinari; per ripristinare i dati sono disponibili apposite routine di recupero.
Sconnettendo i relè EPS si potrebbero interrompere le funzioni del computer su tutta la nave.

## Gelatine bioneurali
Le gelatine bioneurali organizzano le informazioni in maniera più efficiente ed eseguono procedure incredibilmente complesse con estrema rapidità. La Voyager è il primo vascello della Flotta Stellare equipaggiato con queste gelatine.
L'introduzione di questa tecnologia rappresenta un balzo scientifico paragonabile all'invenzione dei circuiti duotronici nel XXIII secolo. I sistemi bioneurali sono formati da una serie di gelatine contenenti fibre neurali sintetiche sospese nel gel biomimetico, una sostanza organica gelatinosa. Ogni gelatina consiste di un involucro trasparente flessibile che contiene il fluido, e di una barra di interfaccia metallica posta sulla parte superiore che può essere collegata ai sistemi della nave; un'altra barra chiude l'involucro sul fondo. Il fatto che le gelatine bioneurali siano dei sistemi chiusi permette di sostituirle facilmente come i chip isolineari.
Le fibre neurali delle gelatine sono create artificialmente e assomigliano a neuroni umanoidi. Sono composte da numerosi polimeri complessi con interconnessioni multiple; ogni fibra supporta centinaia di sottofibre dendritiche, anch'esse sospese nella matrice di gel. I sistemi bioneurali imitano la struttura del cervello umanoide e sono significativamente più veloci e più efficienti dei circuiti ottici. Le fibre di una singola gelatina sono in grado di stabilire miliardi di connessioni, generando un'architettura di elaborazione incredibilmente sofisticata e reattiva.
Esattamente come un essere vivente, sono sensibili ad alcune spore, virus e batteri che potrebbero infettarle. Una modifica al polimero dell'involucro esterno riesce a rendere le gelatine impermeabili a questi agenti esterni.

## Comunicazioni
La Voyager utilizza un protocollo di comunicazioni che sfrutta un'antenna subspaziale per trasmettere alcuni dati attraverso il subspazio.
Ogni volta che viene utilizzata un'antenna subspaziale, l'evento viene registrato in un file, quindi se qualcuno volesse mandare in segreto un messaggio subspaziale, dovrebbe poi cancellare la registrazione. Effettuando la modulazione di segnale di un file (è richiesta un'autorizzazione di sicurezza) si può capire come sono stati inviati i messaggi. Se non si vuole utilizzare una delle antenne subspaziali per inviare un messaggio, è possibile inviare la trasmissione attraverso la rete di energia della nave, codificando il messaggio nell'energia in eccesso emessa dai propulsori. In questo modo il messaggio è quasi indistinguibile dal rumore galattico di fondo. 
Per stabilire chi può aver inviato quel messaggio si devono cercare tracce di correlazione del segnale.

## Sistemi tattici
Due lanciasiluri frontali per siluri fotonici tipo VI sul ponte 10.
Un lanciasiluri posteriore per siluri fotonici tipo VI sul ponte 4.
Sette banchi phaser tipo IX così distribuiti: due lungo il perimetro dorsale della sezione a disco, due lungo il perimetro ventrale della sezione a disco, due a poppa, uno superiore, uno inferiore e uno ventrale.
Se si chiede al computer di bloccare lo scarico dai giunti di potenza dei phaser, questi si spostano di fase. Quando vengono attivati i phaser in queste condizioni, avviene un sovraccarico che ha come risultante una scarica di energia che percorre l'intera nave.
Un colpo polaronico diretto contro gli scudi non provoca danni agli scudi, ma ne modifica la polarità facendoli ruotare a 92 GHz, rendendo estremamente visibile ai sensori la nave stessa.
In sala macchine è disponibile un kit di autodifesa costituito da una valigia con vari armamenti, ordigni a mano e fucili phaser.

## Equipaggio
141 membri della Flotta Stellare, 152 persone dopo un anno di viaggio, 148 membri a metà circa del viaggio con una portata massima di 200 persone; l'equipaggio minimo per mantenere la nave in attività è di circa 100 elementi.
- Ufficiale comandante:
  - Capitano Kathryn Janeway
- Primo ufficiale/ufficiale esecutivo:
  - Comandante Chakotay
- Ufficiale tattico capo/Capo della sicurezza/Secondo ufficiale in comando:
  - Tenente/Tenente Comandante Tuvok
- Ingegnere capo:
  - Tenente Junior Grade B'Elanna Torres
- Timoniere:
  - Guardiamarina/Tenente J.G. Thomas Eugene Paris
- Ufficiale alle operazioni:
  - Guardiamarina Harry Kim
- Supervisore al Laboratorio di Astrometria:
  - Sette di Nove
- Cuoco/ufficiale addetto al morale e "Ambasciatore del Quadrante Delta":
  - Neelix
- Assistente medico
  - Kes
  - Guardiamarina/Tenente J.G. Thomas Eugene Paris.
- Studente di Astrometria:
  - Icheb
- Ufficiale medico capo:
  - "Il Dottore" (MOE Tipo I)

## Curiosità
- Il 4 novembre 2020 i fisici dell'Università di Leida hanno stampato un modello della USS Voyager di Star Trek lungo appena 15 micrometri che può "volare" all'interno del nostro organismo[4][5].